# Werchoprudka
Werchoprudka (russisch Верхопрудка) ist ein Dorf (derewnja) in der Oblast Kursk in Russland. Es gehört zum Rajon Konyschowka und zur Landgemeinde (selskoje posselenije) Maschkinski selsowjet.

## Geographie
Der Ort liegt gut 69 km Luftlinie nordwestlich des Oblastverwaltungszentrums Kursk im südwestlichen Teil der Mittelrussischen Platte, 14,5 km nordwestlich des Rajonverwaltungszentrums Konyschowka, 4,5 km vom Sitz des Dorfsowjet – Maschkino, 61 km von der Grenze zwischen Russland und der Ukraine, am kleinen Fluss Belitschka (linker Nebenfluss der Swapa).

### Klima
Das Klima im Ort ist wie im Rest des Rajons kalt und gemäßigt. Es gibt während des Jahres eine erhebliche Niederschlagsmenge. Dfb lautet die Klassifikation des Klimas nach Köppen und Geiger.

## Bevölkerungsentwicklung
| Jahr | Einwohner |
| ---- | --------- |
| 2002 | 45        |
| 2010 | 21        |

Anmerkung: Volkszählungsdaten

## Verkehr
Werchoprudka liegt 53,5 km von der Fernstraße föderaler Bedeutung M3 „Ukraina“ (Moskau – Kaluga – Brjansk – Grenze zur Ukraine), 40 km von der Straße M2 „Krim“ (Moskau – A142/Trosna – Grenze zur Ukraine), 25,5 km von der Straße A 142 (Trosna – M3 Ukraina), 10 km von der Straße regionaler Bedeutung 38K-038 (Fatesch – Dmitrijew), 8 km von der Straße 38K-005 (Konyschowka – Schigajewo – 38K-038), an der Straße interkommunaler Bedeutung 38N-141 (38K-005 – Werchoprudka) und 3 km von der nächsten Eisenbahnhaltestelle 543 km (Eisenbahnstrecke Nawlja – Lgow-Kijewskij) entfernt.
Der Ort liegt 173 km vom internationalen Flughafen von Belgorod entfernt.